# Жилівка
Жи́лівка (Синжер) — село в Україні, у Ванчиковецькій сільській громаді Чернівецького району Чернівецької області.

## Географія
Відстань до міста Новоселиця становить 21 км, стільки ж і до однойменної залізничної станції. До села Жилівка із боку м. Новоселиця (через с. Черлена) можна дістатись автомобільними шляхами із асфальтним покриттям, яке в окремих ділянках переходить в гравійне, із боку міста Хотин, виключно гравійною автомобільною дорогою, через села Ворничани, Пашківці, а також іншою гравійною дорогою через село Долиняни.
До села Жилівка є регулярне автобусне сполучення із міста Новоселиця (09.00 год., 12.30 год., 15.00 год., 18.15 год.)

### Клімат
Клімат помірно-континентальний. Середньорічна температура повітря становить +8,9 °C, найнижча вона у січні (-6,1 °C), найвища — в липні (+19,7 °C).

## Історія
Село Жилівка, вперше згадується під назвою Синджорзени або Симжурзени у грамоті молдовського господаря Єремії Могили від 7110 (1601) року. Однак, у даному документі вказується, про те, що воно було куплене у феодала того часу Яцко Худича, якому в свою чергу воно було передане у володіння ще при Стефані Великому. Останнім роком правління останнього є 1504. Таким чином можна припустити, що населений пункт у тому чи іншому виді був заснований не пізніше 1504 року.
Уривок із тексту вказаної вище грамоти молдовського господаря: «А также даем и подтверждаем слуге нашему Ромше и братьям его, детям Магды, внукам Марики, и родсвенникам их Иванко…, и Федорке, и Фитке, внукам и правнукам Дана Марушчи, село по имени Симжурзены, купленное ими у его милости Яцко Худича, и у Лилича, и у Марушчи из Форосны. А купчии грамоты их, полученные от Стефана воеводы Старого…, испорчены и без печатей, и подтвердительные грамоты, которые они получили от Александра воеводы, по их свидетельству, они утеряли во время похода господаря Михаила»
16 травня (28 травня) 1812 року між Османською та Російською імперіями було підписано угоду про завершення Російсько-турецька війна (1806—1812), за якою село в складі східної Молдавії та Хотинського повіту відійшло до Російської імперії.
Село «Сынжера» згадується на стр. 125 у книзі " Волости и важнѣйшія селенія Европейской Россіи. По данным обслѣдованія, произведеннаго статистическими учрежденіями Министерства Внутренних Дѣл, по порученію Статистическаго Совѣта. Изданіе Центральнаго Статистическаго Комитета. Выпуск VIII. Губерніи Новороссійской группы. СанктПетербургъ. 1886"
Станом на 1886 рік входило до «Сталинештской волости, Хотинского уезда, Бессарабской губернии», налічувало 77 дворів та 371 жителя.
Відповідно до перепису населення Російської імперії в 1897 році в селі Сынжеръ Хотинского уезда Бессарабской губернии нараховувалось 808 осіб українського походження.
28 березня 1918, після приєднання Бессарабії до Румунії, село стає частиною Румунії.
В 1930 році в селі «Sanger» налічувалось 833 жителя, з них 18 осіб себе ідентифікували румунами, 811 росіянами, 4 українцями.
28 червня 1940 внаслідок пакту Ріббентропа-Молотова (1939), Бессарабія, Північна Буковина, Буджак та Повіт Герца були приєднані до Української РСР.
Згідно Указу Президії Верховної Ради УРСР від 7 вересня 1946 року, далі цитата — «село Синжер іменувати село Жилівка і Синжерську сільську Раду — Жилівська». Об'єктивного пояснення походження нової назви, яке б підтверджувалось більш-менш достовірними даними, наразі немає. Враховуючи велику кількість перейменувань у Чернівецькій області тільки за вищезгаданим документом, тобто у 1946 році, із більшою імовірністю можна припустити, що дана назва була вибрана тодішнім керівництвом району, у кращому випадку, у довільному порядку без будь-яких історичних, соціальних та географічних обґрунтувань.
З 24 серпня 1991 року село входить до складу незалежної України.
17 липня 2020 року, в результаті адміністративно-територіальної реформи і ліквідації Новоселицького району, село увійшло до складу Чернівецького району.

## Інфраструктура
На даний час у селі Жилівка Чернівецької області є сільський Будинок культури, Фельдшерсько-акушерський пункт, Жилівський навчально-виховний комплекс, Свято-Успенська церква Української православної церкви МП, бібліотека. Також є типовий для сільської місцевості в Україні торговельний заклад — магазин.

## Духовність
Відповідно до Відомостей про стан церков Бессарабії в 1812—1813 р.р., із книги «Труды Бессарабской губернской ученой Коммиссии», Кишинев, 1900—1903г.г., Свято-Успенська церква с. Синжер Хотинського повіту Бессарабської губернії було освячена в 1813 році. Також в даному документі вказується, що приміщення церкви не забезпечене церковними книгами та інвентарем. Відповідно до статті  Biserici de lemn, розміщеній в щомісячному журналі Viata Basarabaei, що видавався у Румунії в 1933 році, дерев'яні конструкції церкви були привезені в 1806 році із нині румунського міста Дорофтені-Дорохой, поміщиком Георгом Теутулом. Відомості щодо  перевезення готових конструкцій церкви збереглись також і в пам'яті жителів села, щоправда вже у виді розповідей, що більше нагадують легенди.

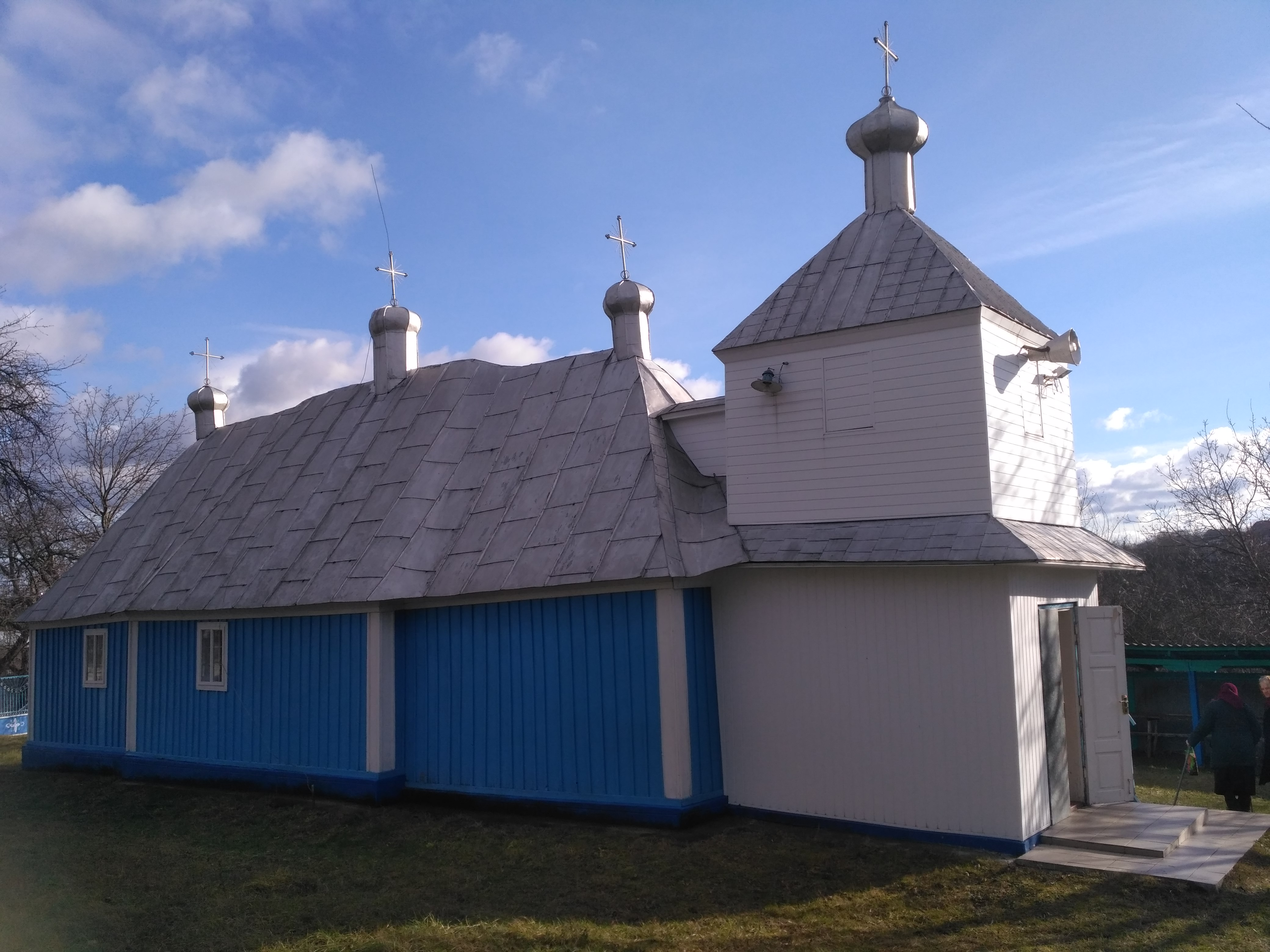
Свято-Успенська церква

Приміщення Свято-Успенської церкви с. Жилівка (Синжер) збереглося з моменту побудови (із незначними змінами в конструкції) та належить до так званого хатнього типу архітектури дерев'яних церков. Зокрема серед конструктивних змін суттєво помітно добудову дзвіниці, яка спочатку стояла на воротах церкви, у виді арки для входу на територію Храму.
Богослужіння в церкві відбувається і нині — 2 рази на місяць або через одну неділю.